# Lycianthes amphidoxys
Lycianthes amphidoxys är en potatisväxtart som beskrevs av Standley. Lycianthes amphidoxys ingår i Himmelsögonsläktet som ingår i familjen potatisväxter. Inga underarter finns listade i Catalogue of Life.